# Padalí
Padalí (en rus: Падали) és un poble del krai de Khabàrovsk, a Rússia, que el 2012 tenia 365 habitants.